# 로스로리엔

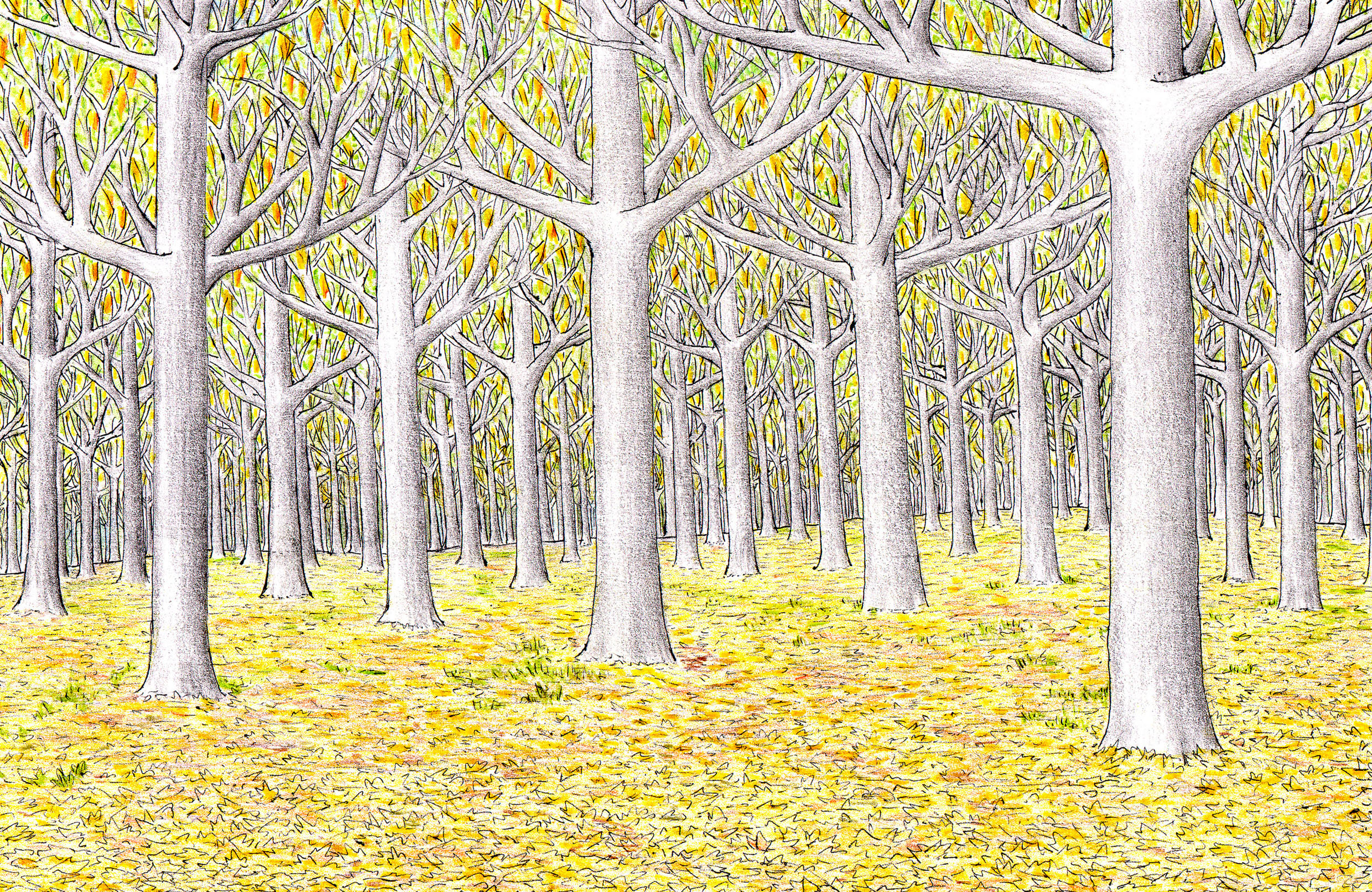

로스로리엔(Lothlórien)은 《실마릴리온》, 《반지의 제왕》, 《호빗》에 등장하는 장소다. 황금숲, 로리엔 등으로도 불리며, 제1시대 이후 벨레리안드가 침수되자 본격적으로 제2시대부터 언급된다.

## 개요
로스로리엔은 일종의 영토국가로 중심지는 높은 말로른 나무 위에 세워진 카라스 갈라돈이다. 로스로리엔의 자연은 비정상적으로 선명한 색채를 띄었고, 이곳의 시간은 거의 정지된 것처럼 느껴졌는데, 이것은 갈라드리엘이 가진 네냐의 권능이었다. 반지의 힘으로 로스로리엔은 고대의 색채를 잃지 않고 황금색 광휘를 뿜게 되어 황금숲으로 불렸지만, 인간들은 이런 비정상적인 모습을 두려워해 갈라드리엘을 마녀로 취급했다.

## 난도르의 땅
수많은 요정 분파 중에서 난도르는 놀도르나 신다르와 달리 통치자를 오랜 세월 세우지 않았다. 렌웨, 데네소르와 같은 자가 있었으나, 그들은 2시대 전에 죽었고 그들은 별다른 새로운 통치자의 필요성을 느끼지 않았다. 하지만, 사우론과 같은 악의 세력이 부흥하고 요정의 세력이 과거에 비해 쇠하는 것을 체감한 난도르는 통치자를 세우는 일이 생긴다.

### 땅의 통치자
2시대에 로스로리엔의 통치자가 된 이는 암디르와 암로스였다. 서로 부자관계였던 이들에 대해 알려진 바는 거의 없으나, 그들의 죽음 이후 안개산맥을 넘어온 켈레보른과 갈라드리엘이 4시대 초엽까지 공동으로 다스렸다.

## 기타
소설《반지의 제왕》에서 모리아 내부의 적으로부터 대원을 지키고자 간달프가 희생하여 그가 없이 도착한 요정의 땅이다. 반지원정대는 여기서 저마다 보급을 받고 배를 타 남쪽으로 여정을 이어간다. 머지않아 보로미르는 호빗 대원을 지키다 사루만의 오크에게 죽임을 당한다. 그의 시신은 로스로리엔에서 받은 배로 장사지내고 강으로 떠내려 보낸다.